# Kanton Haut-Vivarais
Haut-Vivarais - tot 2016 'kanton Lamastre' - is een kanton van het Franse departement Ardèche. Het kanton maakt deel uit van het arrondissement Tournon-sur-Rhône.
De naam werd gewijzigd bij decreet van 5 oktober 2016.

## Gemeenten

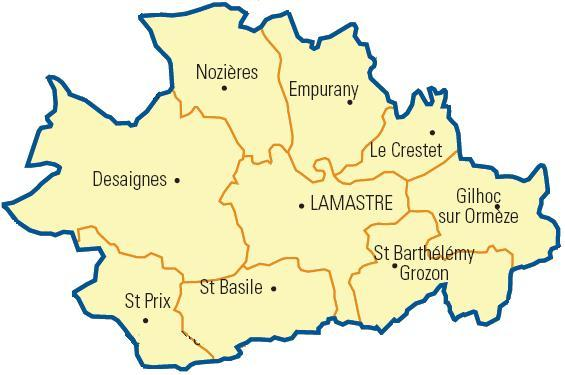
Ligging van de gemeenten in het kanton vóór 2015

Het kanton Haut-Vivarais omvatte tot 2015 de volgende gemeenten:
- Le Crestet
- Désaignes
- Empurany
- Gilhoc-sur-Ormèze
- Lamastre (hoofdplaats)
- Nozières
- Saint-Barthélemy-Grozon
- Saint-Basile
- Saint-Prix

Na de herindeling van de kantons bij decreet van 13 februari 2014, met uitwerking op 22 maart 2015, omvat het volgende 31 gemeenten:
- Alboussière
- Ardoix
- Arlebosc
- Bozas
- Champis
- Colombier-le-Vieux
- Le Crestet
- Désaignes
- Empurany
- Gilhoc-sur-Ormèze
- Labatie-d'Andaure
- Lafarre
- Lalouvesc
- Lamastre
- Nozières
- Pailharès
- Préaux
- Quintenas
- Saint-Alban-d'Ay
- Saint-Barthélemy-Grozon
- Saint-Basile
- Saint-Félicien
- Saint-Jeure-d'Ay
- Saint-Pierre-sur-Doux
- Saint-Prix
- Saint-Romain-d'Ay
- Saint-Sylvestre
- Saint-Symphorien-de-Mahun
- Saint-Victor
- Satillieu
- Vaudevant